# Vauvinaira
Valvignères és un municipi francès situat al departament de l'Ardecha i a la regió d'Alvèrnia-Roine-Alps. L'any 2007 tenia 416 habitants.

## Demografia

### Població
El 2007 la població de fet de Valvignères era de 416 persones. Hi havia 170 famílies de les quals 44 eren unipersonals (20 homes vivint sols i 24 dones vivint soles), 63 parelles sense fills, 51 parelles amb fills i 12 famílies monoparentals amb fills.
La població ha evolucionat segons el següent gràfic:
Habitants censats

### Habitatges
El 2007 hi havia 232 habitatges, 172 eren l'habitatge principal de la família, 44 eren segones residències i 16 estaven desocupats. 211 eren cases i 18 eren apartaments. Dels 172 habitatges principals, 137 estaven ocupats pels seus propietaris, 28 estaven llogats i ocupats pels llogaters i 7 estaven cedits a títol gratuït; 6 tenien dues cambres, 18 en tenien tres, 39 en tenien quatre i 110 en tenien cinc o més. 127 habitatges disposaven pel capbaix d'una plaça de pàrquing. A 83 habitatges hi havia un automòbil i a 80 n'hi havia dos o més.

### Piràmide de població
La piràmide de població per edats i sexe el 2009 era:
| Homes | Edats   | Dones |
| ----- | ------- | ----- |
| 0     | 95 o +  | 4     |
| 0     | 90 a 94 | 0     |
| 8     | 85 a 89 | 4     |
| 0     | 80 a 84 | 0     |
| 8     | 75 a 79 | 4     |
| 24    | 70 a 74 | 20    |
| 4     | 65 a 69 | 12    |
| 0     | 60 a 64 | 16    |
| 12    | 55 a 59 | 4     |
| 20    | 50 a 54 | 12    |
| 12    | 45 a 49 | 12    |
| 4     | 40 a 44 | 12    |
| 12    | 35 a 39 | 4     |
| 16    | 30 a 34 | 12    |
| 20    | 25 a 29 | 12    |
| 16    | 20 a 24 | 12    |
| 0     | 15 a 19 | 16    |
| 8     | 10 a 14 | 4     |
| 8     | 5 a 9   | 8     |
| 12    | 0 a 4   | 20    |

## Economia
El 2007 la població en edat de treballar era de 257 persones, 189 eren actives i 68 eren inactives. De les 189 persones actives 172 estaven ocupades (95 homes i 77 dones) i 17 estaven aturades (7 homes i 10 dones). De les 68 persones inactives 25 estaven jubilades, 20 estaven estudiant i 23 estaven classificades com a «altres inactius».

### Ingressos
El 2009 a Valvignères hi havia 170 unitats fiscals que integraven 431,5 persones, la mediana anual d'ingressos fiscals per persona era de 14.816 €.

### Activitats econòmiques
Dels 26 establiments que hi havia el 2007, 1 era d'una empresa extractiva, 2 d'empreses alimentàries, 4 d'empreses de construcció, 7 d'empreses de comerç i reparació d'automòbils, 2 d'empreses d'hostatgeria i restauració, 1 d'una empresa d'informació i comunicació, 2 d'empreses de serveis, 1 d'una entitat de l'administració pública i 6 d'empreses classificades com a «altres activitats de serveis».
Dels 9 establiments de servei als particulars que hi havia el 2009, 1 era un taller de reparació d'automòbils i de material agrícola, 3 paletes, 1 lampisteria, 2 perruqueries, 1 restaurant i 1 saló de bellesa.
L'únic establiment comercial que hi havia el 2009 era una fleca.
L'any 2000 a Valvignères hi havia 33 explotacions agrícoles que ocupaven un total de 780 hectàrees.

## Equipaments sanitaris i escolars
El 2009 hi havia una escola elemental.

## Poblacions més properes
El següent diagrama mostra les poblacions més properes.